# William Devin Howell
William Devin Howell (11 de febrero de 1970) es un asesino en serie estadounidense condenado por el asesinato de siete mujeres en 2003. Es uno de los asesinos en serie más fecundos en la historia de Connecticut. En noviembre de 2017, mientras ya se encontraba cumpliendo una sentencia de 15 años por homicidio culposo, se le sentenció con seis cadenas perpetuas consecutivas (en Connecticut, una cadena perpetua es 60 años en prisión, lo que significa que el total fue 360 años en prisión), que actualmente cumple en la Institución Correccional de Cheshire.

## Víctimas
Las víctimas fueron identificadas como 7 mujeres, de las cuales una era transgénero. Los cuerpos fueron descubiertos detrás de una plaza comercial en Hartford Road en New Britain, a inicios de 2007. La persona que los descubrió había estado buscando un lugar de caza. El área es boscosa y pantanosa, lo que la vuelve inaccesible para los autos, lo cual demoró la investigación y la recuperación de las víctimas.

### Melanie Ruth Camilini
Melanie Ruth Camilini, de 29 años y madre de dos hijos, del área de Seymour, desapareció el 1 de enero de 2003. Había estado viviendo recientemente en Waterbury y fue vista por última vez en esa área con dos hombres. Camilini era conocida por tener un problema de abuso de sustancias y por desaparecer regularmente por largos períodos de tiempo. Su cuerpo fue descubierto enterrado detrás de un centro comercial en New Britain y fue identificado en 2015.

### Janice Roberts
Janice Roberts, una mujer transgénero de 44 años de New Britain, fue vista por última vez el 18 de junio de 2003 subiendo a la furgoneta azul de Howell en un Stop & Shop en Wethersfield. Se reportó como desaparecida el 24 de junio. Más tarde, Howell le dijo a un informante que intentó involucrar a Roberts en un acto sexual, pero, al darse cuenta de que era transgénero, la estranguló.

### Diane Cusack
Diane Cusack, una residente de 55 años de New Britain, desapareció a mediados de 2003. La policía tuvo contacto con ella por última vez el 9 de julio, durante una disputa entre propietario e inquilino. Sus restos fueron encontrados detrás de la plaza comercial de New Britain en 2007, siendo identificados en 2011. Cusack, quien tenía un problema de abuso de sustancias, llevaba años sin contactarse con su familia y nunca había sido reportada como desaparecida.

### Nilsa Arizmendi
El 31 de julio de 2003, una mujer le dijo a la policía que no había podido contactar con su hermana, Nilsa Arizmendi, de 33 años, desde hace una semana. El novio de Arizmendi, un vendedor de drogas convicto, se volvió inmediatamente sospechoso de su desaparición, pero al final fue absuelto después de pasar la prueba del polígrafo. La mujer le dijo a la policía que Arizmendi era consumidora de heroína y prostituta y que vivía en un motel en Wethersfield junto con su novio. El novio de Arizmendi admitió que ambos habían permitido que Howell se quedara la noche en su cuarto del motel, y que vio a Arizmendi por última vez a las 2:30 a. m. del 25 de julio de 2003 subiendo a la furgoneta de Howell. El cuerpo de Arizmendi fue descubierto el 28 de abril de 2015, junto con los cuerpos de otras tres mujeres.

### Marilyn González
Marilyn González, una mujer de 26 años y madre de dos hijos, desapareció en 2003 después de salir de su casa en Watebury. Su cuerpo fue descubierto detrás del centro comercial WestFarms en Farmington, Connecticut, el 28 de abril de 2015.

### Joyvaline Martínez
Joyvaline "Joy" Martínez, de 23 años, desapareció el 10 de octubre de 2003, pero no se reportó como desaparecida sino hasta el 29 de marzo de 2004. Las sospechas surgieron cuando no presentó a su fiesta de cumpleaños. Se le vio por última vez en su ciudad natal, East Hartford, en donde vivía con su madre. Había sido una estrella del atletismo en secundaria y, al tiempo de su desaparición, estaba desempleada. Sus restos fueron algunos de los primeros en ser recuperados del área de la plaza comercial en 2007, siendo identificada en 2013.

### Mary Jane Menard
Mary Jane Menard, consejera de abuso de sustancias, de 40 años del área de Waterbury, desapareció de New Britain en 2003. Sus restos fueron encontrados en la plaza comercial en 2007.

## Investigación
Las siete víctimas desaparecieron en 2003 y los casos permanecieron sin resolver por meses, hasta que Howell se convirtió en sospechoso de la desaparición de Arizmendi en abril de 2004. La policía incautó su furgoneta en Carolina del Norte y descubrió que varios de los cojines de los asientos habían sido retirados, pero encontraron sangre de dos personas debajo de una alfombra. El ADN tomado a los familiares de Arizmendi determinó que una de las muestras de sangre era, con un 99% de seguridad, de Arizmendi. También se encontró 6 cintas de vídeo de Howell teniendo relaciones sexuales "bizarras" con las mujeres, pero los vídeos habían sido grabados de tal forma que se aseguraba que no se vieran claramente los rostros de las mujeres.
Debido a que el cuerpo de Arizmendi todavía no había sido descubierto en ese entonces, Howell fue acusado de homicidio en primer grado. Posteriormente, también fue acusado de manipulación de testigos, después de amenazar a otro recluso. En enero de 2007, poco tiempo después de haber comenzado el juicio, Howell apeló a la Doctrina Alford por homicidio en primer grado, lo que significa que no admitió haber realizado el crimen, pero que si reconoció que la fiscalía tenía suficiente evidencia para una condena.
En la sentencia, Howell siguió insistiendo en que no había asesinado a Arizmendi, argumentando de que las manchas de sangre en su furgoneta eran de una pelea física que Arizmendi sostuvo con su novio dentro del vehículo. También intentó que se negara su declaración Alford, alegando que solo lo había hecho porque su abogado de oficio lo presionó. Howell recibió una sentencia de 15 años en prisión.
Solo unas pocas semanas después, un cazador halló huesos humanos detrás del centro comercial WestFarms en West Hartford, Connecticut. Más adelante fueron identificados como Cusack, Martínez y Menard. Más restos fueron descubiertos el 28 de abril de 2015, los cuales fueron identificados como Arizmendi, González, Camilini y Whistnant.
Tiempo después, Howell le dijo a un compañero de celda que había un monstruo dentro de él, y se describió a sí mismo como un "destripador enfermo", lo que causó que algunos medios de comunicación se refirieran a Howell como el Destripador Enfermo ('Sick Ripper’, en inglés). También le dijo al recluso que mantuvo el cuerpo de una de las mujeres en su furgoneta por dos semanas porque hacía demasiado frío como para enterrarla. Durmió junto al cuerpo y llamó a la víctima su "bebé". Después, Howell cortó la punta de los dedos, le desmontó la mandíbula inferior y se deshizo por partes del cuerpo en Virginia.
El 17 de noviembre de 2017, Howell fue sentenciado a seis cadenas perpetuas consecutivas luego de declararse culpable de los asesinatos de Cusack, Martínez, Menard, González, Camilini y Whistnant. Lloró y se disculpó con las familias de las víctimas durante la sentencia, llamando a sus acciones "monstruosas, cobardes y egoístas". Le dijo al tribunal que merecía la pena de muerte, la cual fue abolida por el Tribunal Supremo de Connecticut en 2015.

## Novela
His Garden: Conversations with a Serial Killer (lit. 'Su Jardín: Conversaciones con un asesino en serie', en español) es una novela autobiográfica y biográfica del género true crime ('crímenes reales') de la autora Anne K. Howard, que trata sobre Howell. Mientras era abogada en ejercicio, Howard contactó por primera vez a Howell en julio de 2015, cuando este cumplía una condena de 15 años por el asesinato de Nilsa Arizmendi. Estaba a punto de ser acusado por los otros seis asesinatos. Después de declararse culpable de los seis cargos por asesinato restantes el 8 de septiembre de 2017, Howell dio, de forma exclusiva, confesiones detalladas a Howard en cartas y llamadas telefónicas grabadas.